# Sagdat Sadykov
Sagdat Kabirovich Sadykov (29 de julio de 1973) es un deportista kirguís-kazajo que compitió en judo. Ganó una medalla de plata en el Campeonato Asiático de Judo de 2004 en la categoría de –73 kg.

## Palmarés internacional
| Representando a Kazajistán |                      |                  |           |
| Campeonato Asiático        |                      |                  |           |
| Año                        | Lugar                | Medalla          | Categoría |
| 2004                       | Almatý ( Kazajistán) | Medalla de plata | –73 kg    |